# F-Algebra
Eine F-Algebra ist eine Struktur, welche allein auf Funktoreigenschaften beruht.
Dual zum Begriff der F-Algebra ist der der F-Koalgebra.

## Definition
Es sei {\displaystyle {\mathcal {C}}} eine Kategorie und {\displaystyle F\colon {\mathcal {C}}\to {\mathcal {C}}} ein Funktor. Jeder {\displaystyle {\mathcal {C}}}-Morphismus {\displaystyle \alpha \colon F(X)\to X} ist dann eine {\displaystyle F}-Algebra. Das Objekt {\displaystyle X} heißt Träger von {\displaystyle \alpha }.

## Homomorphismen
Sind {\displaystyle \alpha \colon F(A)\to A} und {\displaystyle \beta \colon F(B)\to B} {\displaystyle F}-Algebren in {\displaystyle {\mathcal {C}}}, so heißt ein Morphismus {\displaystyle h\colon A\to B} in {\displaystyle {\mathcal {C}}} mit der Eigenschaft {\displaystyle h\circ \alpha =\beta \circ F(h)} Homomorphismus von {\displaystyle \alpha } nach {\displaystyle \beta }.

## Initiale F-Algebren
Die Homomorphismen zwischen {\displaystyle F}-Algebren zu einem festen Funktor {\displaystyle F} bilden ihrerseits wieder eine Kategorie, in der die Objekte {\displaystyle F}-Algebren sind. Ein initiales Objekt dieser Kategorie heißt initiale {\displaystyle F}-Algebra. Ist {\displaystyle \alpha \colon F(A)\to A} initial, so ist {\displaystyle F(\alpha )\colon F^{2}(A)\to F(A)} als {\displaystyle F}-Algebra isomorph zu {\displaystyle \alpha }, wie das Diagramm
{\displaystyle {\begin{matrix}F(A)&{\xrightarrow {\ F(?)\ }}&F^{2}(A)&{\xrightarrow {\ F(\alpha )\ }}&F(A)\\\alpha {\Bigg \downarrow }&&{\Bigg \downarrow }F(\alpha )&&{\Bigg \downarrow }\alpha \\A&{\xrightarrow {\quad ?\quad }}&\!\!\!F(A)&{\xrightarrow {\quad \alpha \quad }}&\!\!\!A\end{matrix}}}
zeigt. Es sei {\displaystyle ?\colon A\to F(A)} der einzige Homomorphismus von {\displaystyle \alpha } nach {\displaystyle F(\alpha )}. Deshalb kommutiert das linke Rechteck. Das rechte kommutiert trivialerweise. Somit kommutiert das äußere Rechteck und {\displaystyle \alpha \circ {?}} ist ein {\displaystyle F}-Algebra-Homomorphismus von {\displaystyle \alpha } nach {\displaystyle \alpha }. Da {\displaystyle \alpha } aber initial ist, muss {\displaystyle \alpha \circ {?}=\operatorname {id} _{A}} sein. Andererseits ist aufgrund des linken Rechtecks und der soeben gefundenen Gleichung {\displaystyle {?}\circ \alpha =F(\alpha )\circ F(?)=F(\alpha \circ {?})=F(\operatorname {id} _{A})=\operatorname {id} _{F(A)}}.
Die Bedeutung initialer {\displaystyle F}-Algebren liegt nun darin, dass gewisse  rekursive Strukturen in geordneter Weise abgebildet werden können. Ist nämlich {\displaystyle \alpha \colon F(A)\to A} eine initiale {\displaystyle F}-Algebra, und {\displaystyle \beta \colon F(B)\to B} eine beliebige andere {\displaystyle F}-Algebra, so existiert {\displaystyle \alpha ^{-1}} und es gibt genau einen Morphismus {\displaystyle h\colon A\to B}, der Lösung der Gleichung {\displaystyle h=\beta \circ F(h)\circ \alpha ^{-1}} ist. Dieser heißt Katamorphismus.

## Existenzsätze für initiale Algebren
- In SetC, der Kategorie abzählbarer Mengen und Funktionen, existiert zu jedem Endofunktor {\displaystyle F} eine initiale Algebra.
- In RelC, der Kategorie abzählbarer Mengen und Relationen, existiert zu jedem Endofunktor {\displaystyle F} eine initiale Algebra.